# Drăgoești (gmina w okręgu Vâlcea)
Drăgoești – gmina w Rumunii, w okręgu Vâlcea. Obejmuje miejscowości Buciumeni, Drăgoești i Geamăna. W 2011 roku liczyła 1980 mieszkańców.